# 内外海村
内外海村（うちとみむら）は福井県遠敷郡にあった村。現在の小浜市の北部、若狭湾沿岸にあたる。

## 地理
- 海洋 ： 若狭湾、小浜湾、宇久湾
- 山岳 ： 久須夜ヶ岳

## 歴史
- 1889年（明治22年）4月1日 - 町村制の施行により、田烏浦、矢代浦、志積浦、犬熊浦、阿納浦、西小川浦、加尾浦、阿納尻村、甲ヶ崎村、宇久浦、若狭浦、仏谷浦、堅海浦及び泊浦の区域をもって、内外海村が発足する。
- 1951年（昭和26年）3月30日 - 小浜町、内外海村、松永村、国富村、遠敷村、今富村、口名田村及び中名田村が合併して、小浜市が発足する。

## 交通

### 道路
- 国道162号